# 네이버 뉴스
네이버 뉴스는 대한민국의 포털 사이트 네이버의 뉴스 애그리게이터이다. 주로 뉴스속보, TV뉴스 포토뉴스, 날씨, 뉴스Poll, 핫이슈, 날씨, 증시 등을 제공한다.

## 뉴스 스탠드
네이버는 기존의 뉴스캐스트의 낚시성 및 선정성 기사를 단절하고자 하기 위해 뉴스의 대표 메뉴를 개편하였다.
뉴스캐스트와는 달리 사용자의 취향대로 언론사를 선택하여 뉴스를 볼 수 있다. 하지만 기사 복제, '검색어 싸움' 등 여러 문제점이 많고, 기존 뉴스캐스트 이용자가 68% 수준이었으나 5월 기준 개편된 뉴스스탠드 이용률은 15%에 불과하고 사용자의 39%가 좋지 않다고 답해 뉴스스탠드의 개편 효과를 전혀 보지 못했다는 비판도 있다. 옴부즈맨 까페를 운영하였었으나, 2018년부터 사실상 방치하고 있다. 2020년 연예, 스포츠 뉴스 댓글이 잠정 폐지되었으나, 2025년에 다시 열릴 예정이다.

## 뉴스 라이브러리
2009년 4월 30일 오픈한 베타서비스로 2011년 4월 7일 정식 서비스로 오픈하였다. 1920년부터 1999년까지의 경향신문, 매일경제, 동아일보, 한겨레를 볼 수 있는 무료서비스이다. 처음에는 디지털 뉴스 아카이브(http://dna.naver.com%5B깨진+링크(과거+내용+찾기)%5D) 라는 이름으로 시작하였다.  보관됨 2019-03-20 - 웨이백 머신
- 초기 : 1976년 1월 1일 ~ 1985년 12월 31일
- 1차 : 1970년 1월 1일 ~ 1975년 12월 31일[3]
- 2차 : 1960년 1월 1일 ~ 1969년 12월 31일 / 1986년 1월 1일 ~ 1991년 12월 31일[4]
- 3차 : 1992년 1월 1일 ~ 1995년 12월 31일[5]
- 4차 : 1996년 1월 1일 ~ 1999년 12월 31일
- 5차 : 1920년 4월 1일 (동아일보), 1946년 10월 6일 (경향신문), 1966년 3월 24일 (매일경제) ~ 1999년 12월 31일[6]
- 6차 : 1988년 5월 15일 (한겨레) ~ 1999년 12월 31일

| 언론사   | 발행 기간                     | 발행 중지 기간 |
| -------- | ----------------------------- | --- |
| 동아일보 | 1920.4.1 (창간) ~ 1999.12.31  | 1920.9.26 ~ 1921.1.10 (제1차 무기정간) 1926.3.07 ~ 1926.4.20 (제2차 무기정간) 1930.4.17 ~ 1930.9.1 (제3차 무기정간) 1940.8.12 ~ 1945.11.30 (일제의 탄압으로 강제폐간) 1950.6.28 ~ 1950.10.3 (6.25전쟁으로 중단) |
| 경향신문 | 1946.10.6 (창간) ~ 1999.12.31 | 1950.6.28 ~ 1951.12.31 (6.25 전쟁으로 중단) 1959.5.1~1960.4.27 (폐간) |
| 매일경제 | 1966.3.24 (창간) ~ 1999.12.31 | |
| 한겨레   | 1988.5.15 (창간) ~ 1999.12.31 | |
| 조선일보 | 1920.3.5 (창간) ~ 1999.12.31  | 1940.8.12 ~ 1945.11.22 (일제의 탄압으로 강제폐간) |

발행이 중단된 적이 없는 언론사는 매일경제와 한겨레, 2개 사에 불과하며, 동아일보는 5회에 걸쳐 간행이 중단되었고, 경향신문은 한국 전쟁과 수익성이 악화로 2회씩 폐간하게 된 적이 있다.

## 같이 보기
- 네이버
- 구글 뉴스